# Municipio de Northwest Marion
El municipio de Northwest Marion (en inglés: Northwest Marion Township) es un municipio ubicado en el condado de Polk en el estado estadounidense de Misuri. En el año 2010 tenía una población de 3402 habitantes y una densidad poblacional de 68,02 personas por km².

## Geografía
El municipio de Northwest Marion se encuentra ubicado en las coordenadas 37°38′6″N 93°27′5″O / 37.63500, -93.45139. Según la Oficina del Censo de los Estados Unidos, el municipio tiene una superficie total de 50.02 km², de la cual 49,94 km² corresponden a tierra firme y (0,14 %) 0,07 km² es agua.

## Demografía
Según el censo de 2010, había 3402 personas residiendo en el municipio de Northwest Marion. La densidad de población era de 68,02 hab./km². De los 3402 habitantes, el municipio de Northwest Marion estaba compuesto por el 97,27 % blancos, el 0,44 % eran afroamericanos, el 0,41 % eran amerindios, el 0,18 % eran asiáticos, el 0,29 % eran de otras razas y el 1,41 % eran de una mezcla de razas. Del total de la población el 1,41 % eran hispanos o latinos de cualquier raza.